# Бени Суејф
Бени Суејф (арап. بنى سويف) је град у Египту у гувернорату Бени Суејф. Према процени из 2008. у граду је живело 218.472 становника.

## Становништво
Према процени, у граду је 2008. живело 218.472 становника.
| 1986.   | 1996.   | 2006.   |
| ------- | ------- | ------- |
| 152.476 | 172.032 | 211.173 |